# Карагайлы (озеро, Костанайская область)
Карагайлы (каз. Қарағайлы) — пересыхающее озеро в Карабалыкском районе Костанайской области Казахстана. Находится к северо-востоку от села Славенка.
По данным топографической съёмки 1958 года, площадь поверхности озера составляет 1,97 км². Наибольшая длина озера — 3,6 км, наибольшая ширина — 1,1 км. Длина береговой линии составляет 8,4 км, развитие береговой линии — 1,67. Озеро расположено на высоте 214,9 м над уровнем моря.